# أنجيلا بونس
أنجيلا ماريا بونس كاماتشو (بالإسبانية: Ángela Ponce)‏ (ولدت آنخيل ماريو بونس كاماتشو في عام 1991) عارضة أزياء أسبانية وحاملة لقب ملكة جمال بعدما فازت بلقب ملكة جمال الكون إسبانيا 2018، أصبحت أنجيلا حديث الصحافة الإسبانية والعالمية، عندما حصلت على اللقب وفوزها بلقب ملكة جمال إسبانيا في 29 يونيو 2018 كأول امرأة متحولة جنسيا تتوج بمسابقة ملكة جمال اسبانيا. وقد مثلت بلادها في مسابقة ملكة جمال الكون عام 2018 كأول متسابقة من المتحولين جنسيا يتنافسون على اللقب، ولكن لم يحالفها الحظ في التقدم إلى النهائيات.
هذا جدل كبير أثاره حصول بونس، على هذا اللقب، كونها امرأة متحولة جنسياً، بعد خضوعها لعملية جراحية، حيث شعرت أنجيلا البالغة من العمر 26 عاما، منذ أن كانت في الثالثة من عمرها بأنها امرأة فقد لقبت بملكة جمال مدينة قادش لعام 2015 ، حيث لم تتمكن حينها من الظهور على ساحة المنافسة والمشاركة في مسابقة ملكة جمال المملكة الإسبانية إذ أن منظمة ملكة جمال العالم لم تكن تقبل النساء المتحولات. وتم منعها قبل 6 سنوات من المشاركة في مسابقة ملكة جمال إسبانيا، كونها لم تولد أنثى، قبل أن يتم السماح للمتحولات جنسياً بالمشاركة.

## الروابط الخارجية
- أنجيلا بونس على موقع IMDb (الإنجليزية)
- أنجيلا بونس على إنستغرام

| الجوائز و الإنجازات  | الجوائز و الإنجازات         | الجوائز و الإنجازات |
| -------------------- | --------------------------- | ------------------- |
| سبقه ماريا سبيليا    | ملكة جمال العالم كاديز 2015 | تبعه سارة لوبيز     |
| سبقه صوفيا ديل برادو | ملكة جمال اسبانيا 2018      | تبعه ناتالي أورتيغا |